# 1184
1184 (MCLXXXIV) a fost un an bisect al calendarului iulian.

## Evenimente
- 19 februarie: A doua bătălie de la Uji: Minamoto no Yoshinaka este înfrânt de către verii săi, în lupta pentru controlul puterii în Japonia.
- 20 mai: Aflat în Renania, împăratul Frederic Barbarossa și arhiepiscopul Conrad de Mainz convoacă o adunare, care confirmă pe fiii împăratului, Henric și Frederic de Hohenstaufen; adunarea de la Mainz constituie cea mai mare adunare ("Rusaliile lui Barbarossa") ca număr de participanți (circa 40.000, incluzând pe ducii de Boemia, Austria și Saxonia, contele palatin, landgraful de Thuringia, precum și arhiepiscopii de Trier, Bremen, Besancon, episcopii de Ratisbonna, Cambrai, Liege, Metz, Toul, Verdun, Utrecht, Worms, Speyer, Strasbourg, Basel, Konstanz, Cuira, Würzburg, Bamberg, Münster, Hildesheim și Lübeck).
- 20 mai: Arhiepiscopul Absalon de Lund obține o victorie navală asupra ducelui Bogislav de Pomerania, care pregătea un atac asupra insulei Rugen, la instigarea împăratului Frederic Barbarossa; ducele este nevoit să recunoască supremația Danemarcei asupra Pomeraniei, regele danez căpătând titlul de "rege al danezilor și venzilor".
- 5 iunie: Orașul francez Abbevile primește o chartă comunală.
- 15 iunie: Bătălia de la Fimreite: regele Sverre Sigurdsson al Norvegiei zdrobește ultimele forțe fidele fostului rege Magnus Erlingsson, care este ucis în luptă.
- 28 iulie: Infantele Dom Sancho administrează o înfrângere almohazilor, în cadrul asediului asupra orașului Santarem.
- 26 octombrie: Minamoto no Moriyori obține la Kojima o mare victorie asupra clanului Taira, în Japonia.
- 29 octombrie: Aflat la Mainz, împăratul Frederic Barbarossa stabilește logodna dintre fiul său, Henric și moștenitoarea regilor normanzi din Sicilia, Constance, fiica regelui Wilhelm al II-lea.
- 4 noiembrie: Conciliul de la Verona: este lansată bula papală Ad Aboldendam, care condamnă mai multe erezii, precum catharii, patarenii, humiliati, ca și învățăturile lui Petrus Valdes (care este excomunicat); o mică parte dintre valdensi se stabilește în sudul Franței; în continuare, papa Lucius al II-lea, refugiat la Verona în urma mișcărilor comunale din Roma, face apel la împăratul Frederic Barbarossa.
- 13 noiembrie: Conducătorul militar almoravid Ali ben Ghaniya, stăpân în insulele Baleare, împreună cu fratele său Yahya, atacă și ocupă orașele almohade Constantine, Bejaia (Bougie) și Alger; în lipsa lor, un alt frate, Muhammad, rămas în Mallorca, cheamă în ajutor pe almohazi, fapt care îl face pe Ali ben Ghaniya să revină în Baleare și să îi respingă pe almohazi.

### Nedatate
- martie: Regele Filip August al Franței reunește adunarea de la Senlis, unde anunță ruperea relației sale cu regina Isabelle de Hainaut.
- iulie-august: Sultanul Saladin al Egiptului întreprinde mai multe raiduri în provincia Galileea; asediind Kerak, se retrage odată cu sosirea trupelor cruciaților.
- Almohazii reușesc să recucerească de la portughezi provincia Alentejo (cu excepția orașului Evora) și supun Lisabona unui asediu; după ce iau mai mulți civili drept captivi, almohazii se retrag și asediază Santarem, unde califul Abu Yaqub Yusuf cade în luptă; dominația almohadă revine pe fluviul Tajo.
- Conducătorul Ciprului, Isaac Comnen se proclamă suveran independent față de Imperiul bizantin.
- Cu ocazia căsătoriei cu Agnes I de Nevers, Pierre al II-lea de Courtenay cedează regelui Filip August al Franței drepturile asupra orașului Montargis.
- Dat fiind că regele Balduin al IV-lea al Ierusalimului este din ce în ce mai bolnav de lepră, se constituie două grupări rivale pentru preluarea puterii în regat: cel al lui Raymond conte de Tripoli, favorabil negocierilor cu sultanul Saladin, și cel extremist, condus de cruciatul Reynaud de Chatillon, principe de Antiohia.
- Împăratul bizantin Andronic I Comnen începe negocieri cu Veneția în vederea unei politici comune împotriva normanzilor din sudul Italiei.
- Regele Filip August al Franței creează corpul baililor.

## Arte, științe, literatură și filozofie
- Din ordinul regelui Filip August al Franței, străzile Parisului încep să fie pavate.
- Este construită biserica germană din Novgorod, cu hramul Sfântului Petru.
- Începe construirea minaretului Koutoubia din Marrakech, în Maroc.

## Înscăunări
- 27 martie: Tamara, regină a Georgiei (1184-1213)
- 15 iunie: Sverre Sigurdsson, rege al Norvegiei (1184-1202).
- 10 august: Abu Yusuf Yakub al-Mansur, calif almohad (1184-1199)

## Nașteri
- Accursio da Bagnolo, jurist italian (d. 1263).
- David I, împărat bizantin de Trapezunt (d. 1212).
- Saadi, poet din Iran (d. 1291).

## Decese
- 16 februarie: Richard de Dover, arhiepiscop de Canterbury (n. ?)
- 21 februarie: Minamoto no Yoshinaka, conducător militar japonez (n. 1154).
- 27 martie: George al III-lea, rege al Georgiei (n. ?)
- 15 iunie: Magnus al V-lea Erlingsson, rege al Norvegiei (n. 1156).
- 29 iulie: Abu Yaqub Yusuf, calif almohad (n. 1135).
- 30 septembrie: Arnaud de Tonoge, mare maestru al Ordinului templierilor (n. ?)
- Almucs de Castelnau, trubadur francez (n. 1140).
- Taira no Atsumori, conducător militar japonez (n. 1169).